# 미첼 르노
미첼 르노(Michelle Renaud, 1988년 9월 9일 ~ )는 멕시코의 배우이다.